# 科爾紹韋齊
50°40′10″N 25°19′35″E / 50.66944°N 25.32639°E
科爾紹韋齊（烏克蘭語：Коршовець），是烏克蘭的村落，位於該國西部沃倫州，由盧茨克區負責管轄，始建於1577年，面積0.87平方公里，海拔高度190米，2001年人口350，人口密度每平方公里401.38人。